# Черепановка (Оренбургская область)
Черепановка — хутор в Саракташском районе Оренбургской области России. Входит в состав Старосокулакского сельсовета.

## География
Хутор находится на северо-востоке центральной части Оренбургской области, в степной зоне, на берегах реки Бурунчи, на расстоянии примерно 32 километров (по прямой) к северу от Саракташа, административного центра района. Абсолютная высота — 203 метра над уровнем моря.
Климат
Климат характеризуется как резко континентальный с продолжительной морозной зимой и относительно коротким жарким сухим летом. Средняя температура воздуха самого тёплого месяца (июля) — 20 — 22 °C; самого холодного (января) — −16 — −15,5 °C. Среднегодовое количество атмосферных осадков составляет 350—450 мм.
Часовой пояс
Хутор Черепановка, как и вся Оренбургская область, находится в часовой зоне МСК+2. Смещение применяемого времени относительно UTC составляет +5:00.

## Население
| 2010 |
| ---- |
| 0    |